# Griselda (Bononcini)
Griselda és una òpera en tres actes composta per Giovanni Bononcini sobre un llibret italià de Paolo Antonio Rolli, basat en un d'Apostolo Zeno, basat en Decameró de Giovanni Boccaccio. S'estrenà al King's Theatre de Londres el 22 de febrer de 1722.

## Origen i context
La trama del llibret de Zeno fou en la seva major part retinguda per l'òpera de Bononcini, però el text va ser reescrit gairebé per complet per Paolo Rolli Antoni. El paper de Corrado s'eliminà per complet i tres dels personatges principals van ser rebatejats: Ottone es va convertir en Rambaldo, Constança en Almirena i Roberto en Ernesto.

## Representacions
L'obra va ser ben rebuda en la seva estrena i es va dur a terme successivament en nombroses ocasions durant els següents quatre mesos. Una de les principals raons d'aquest èxit va ser l'actuació prodigiosa de la cantant Anastasia Robinson, que va interpretar el paper protagonista. L'òpera va ser restablerta després per la companyia de Händel i de Heidegger, el 22 de maig de 1733 amb la col·laboració de Francesco Bernardi, anomenat Senesino, que va interpretar a Gualtiero en la producció original.
Griselda és una de les dues úniques òperes de Londres per a les quals Bononcini va publicar l'obertura i totes les àries.